# Manistique

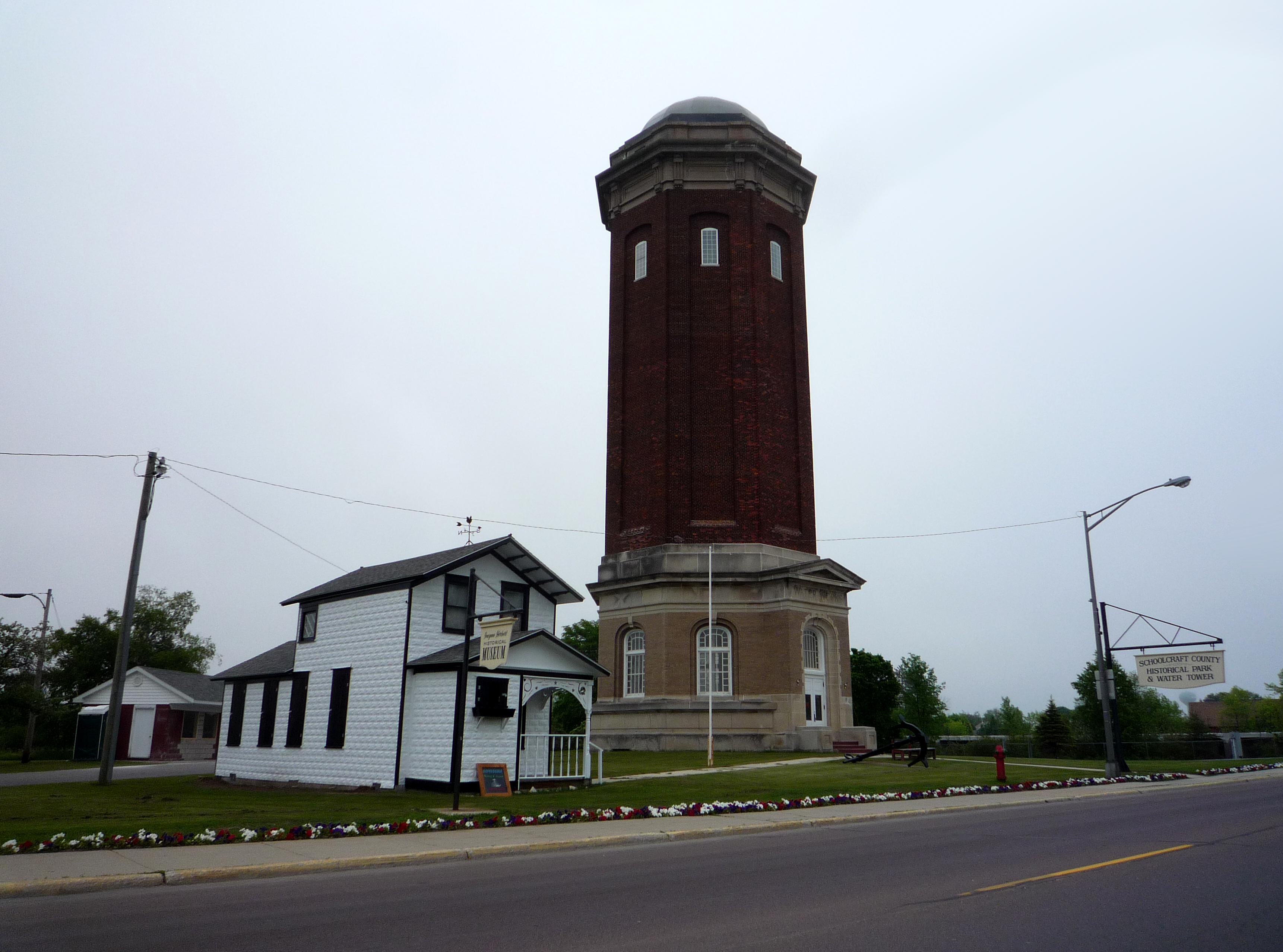
Vattentornet i Manistique.

Manistique är administrativ huvudort i Schoolcraft County i Michigan. En av ortens sevärdheter är vattentornet i nyromansk stil från 1922 som var i bruk som vattentorn fram till år 1966.